# Polyosma longebracteolata
Polyosma longebracteolata är en tvåhjärtbladig växtart som beskrevs av O. Schmdt. Polyosma longebracteolata ingår i släktet Polyosma och familjen Escalloniaceae. Inga underarter finns listade i Catalogue of Life.